# Tunguska
|  | For floden i det østlige Sibirien, se Tunguska (flod) |
Tunguska (på russisk Тунгуска) er navnet på et område i mellemste Sibirien samt en samlebetegnelse for de tre bifloder til floden Jenisej som løber der, nemlig Angara (Øvre Tunguska), Stenede Tunguska og Nedre Tunguska. Navnet kommer fra urbefolkningen tungus som bor i området. 
Området er mest kendt for den såkaldte Tunguska-eksplosion i 1908, da et stort himmellegeme eksploderede ved Stenede Tunguska.
57°41′14″N 104°21′19″Ø / 57.6873°N 104.3553°Ø